# Bűzösborzfélék

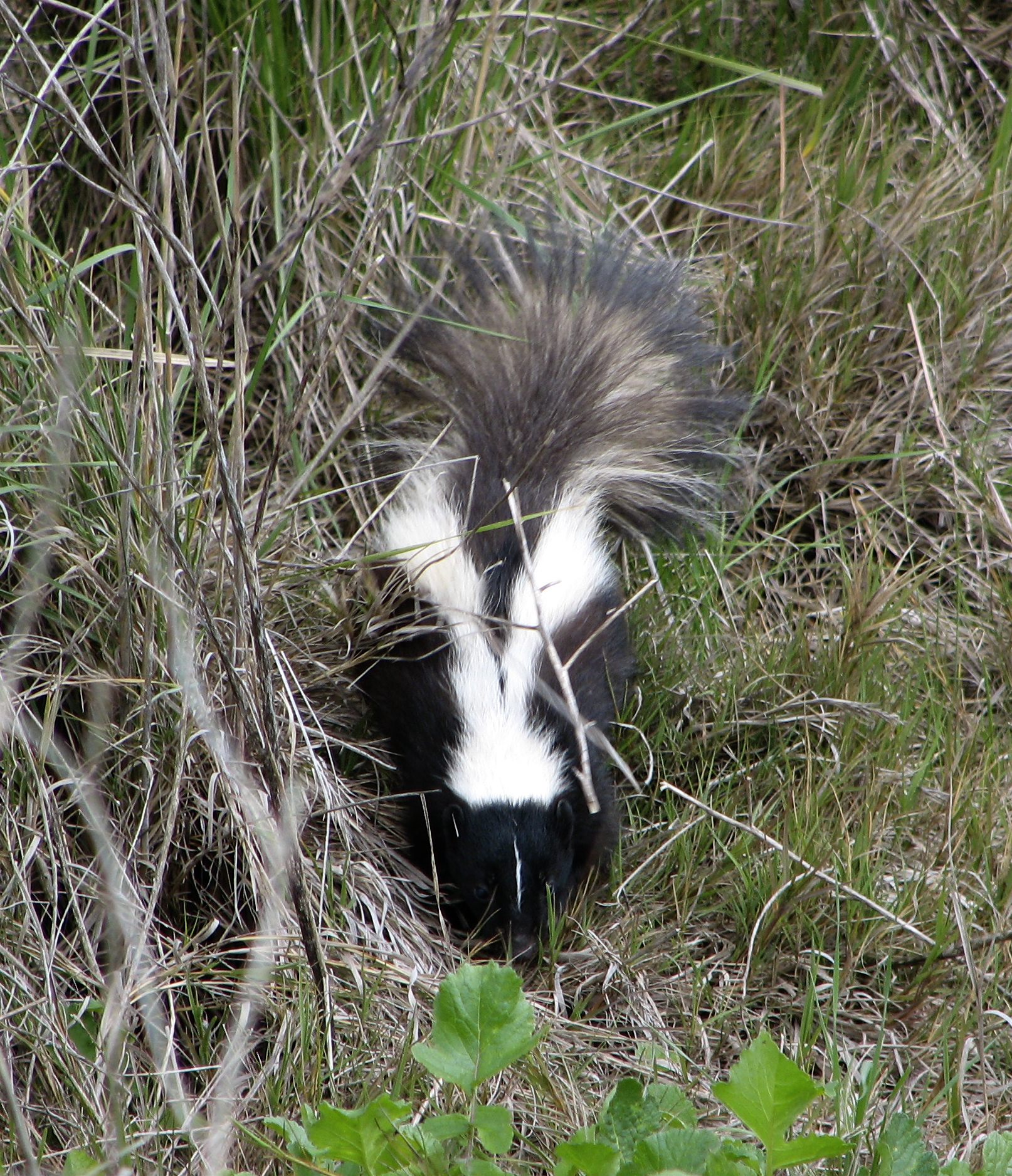
Csíkos bűzösborz (Mephitis mephitis)

A bűzösborzfélék (Mephitidae) a ragadozók rendjének egy családja. Négy nem és tizenkét ma élő faj tartozik a családba.
A bűzösborzféléket korábban a menyétfélék családjába sorolták. Tíz fajuk az amerikai kontinensen él, 2 pedig Délkelet-Ázsiában. Sötét szőrzetükön markáns világos mintázat figyelhető meg, mely a ragadozókat hivatott figyelmeztetni, ugyanis végbélnyílásuk mellett jól fejlett bűzmirigyeik vannak, amiből veszély esetén váladékot lövellnek a támadójukra. Ez a váladék nem csupán rendkívül rossz szagú, hanem égető érzést is kelt: a szembe jutva átmeneti vakságot is okozhat. Éjszakai életmódú, mindenevő állatok.

## Rendszerezés
A család az alábbi nemeket és fajokat foglalja magában:
- Mydaus (Cuvier, 1821), 2 faj
  - indonéz sertésborz (Mydaus javanensis)
  - palawani sertésborz (Mydaus marchei)
- Conepatus (Gray, 1837), 4 faj
  - felföldi bűzösborz (Conepatus chinga)
  - patagóniai bűzösborz (Conepatus humboldtii)
  - keleti bűzösborz (Conepatus leuconotus)
  - amazóniai bűzösborz (Conepatus semistriatus)
- Mephitis (É. Geoffroy Saint-Hilaire & Cuvier, 1795), 2 faj
  - kámzsás bűzösborz (Mephitis macroura)
  - csíkos bűzösborz (Mephitis mephitis)
- Spilogale (Gray, 1865), 4 faj
  - déli bűzösborz (Spilogale angustifrons) - korábban a pettyes bűzösborz alfajának tekintették; 
  - nyugati bűzösborz (Spilogale gracilis)
  - pettyes bűzösborz (Spilogale putorius)
  - törpe bűzösborz (Spilogale pygmaea)